# Кузнецов, Иосиф Матвеевич
Иосиф Матвеевич Кузнецов (28 марта 1915, станица Степная, Оренбургская губерния, Российская империя — 22 февраля 2009, Санкт-Петербург) — вице-адмирал (25.10.1967), доцент (1975), кандидат военно-морских наук (1976).

## Биография
Родился в 1915 году в станице Степной. Член КПСС с 1939 года.
В 1937 году поступил, а в 1939 году окончил Военно-морское училище имени М. В. Фрунзе и был направлен бригаду торпедных катеров Черноморского флота, где служил командиром катера и звеном катеров.
С началом Великой Отечественной войны в распоряжении разведотдела штаба ЧФ, с мая 1942 года командир, старший командир (11.1942-8.1944) по оперативной части 2-го отделения РО штаба ЧФ, офицер-оператор Управления старшего морского начальник в порту Зимничи Дунайской флотилии (8-12.1944). Начальник отделения конвойной службы отделения оперативной подготовки оперативного отдела (12.1944-1.1945), офицер-оператор (1.1945-5.1946), начальник (5.1946-7.1947) 2-го отделения (оперативной поддержки) оперативного отдела штаба флотилии, командир 1-го отдельного гвардейского дивизиона бригады торпедных катеров (7.1947—12.1950) ДуФ.
Участник обороны г. Севастополя. Неоднократно совершал успешные рейсы к берегам противника с задачей разведки и высадки разведывательно-диверсионных групп в тыл противника, совершил 7 боевых выходов в глубокий тыл противника. В период боев на р. Дунай принимал участие в разработке оперативных документов на боевые операции Дунайской флотилии, успешно выполнял задания командования по управлению частями во время боя и связи с армейскими соединениями. Как оперативный дежурный обеспечивал боевое управление соединениями и частями.
Начальник штаба (10.1953-11.1956), командир (11-12.1956; 2.1957-9.1959) военно-морской базы Свиноуйсьце Балтийского флота. На длительном лечении (12.1956-2.1957).
- Комендант Кронштадтской военно-морской крепости (9.1959-11.1960).
- Командир Таллинской военно-морской базы (11.1960-8.1963).
- Заместитель начальника Высшего военно-морского училища имени М. В. Фрунзе (8.1963-5.1966).
- Начальник управления кадров ВМФ (5.1966-8.1969).
- Помощник (8.1969-2.1975), зам. (2-9.1975) Главного командования ВМФ по военно-морским учебным заведениям — начальник ВМУЗ (8.1969-9.1975).

Отряд кораблей Балтийского флота под его командованием в составе учебного корабля «Гангут» и сторожевого корабля «Кобчик» нанёс визит в Данию в августе 1973; учебного корабля Балтфлота «Бородино» — в Республику Куба и порт Картахена (Колумбия) в сентябре 1974.
В распоряжении главнокомандующего ВМФ (9-12.1975). С декабря 1975 в запасе.
Старший научный сотрудник НИИ-2 министерства обороны СССР (Москва) (1976—1985). Избирался депутатом Верховного Совета Эстонской ССР 5-го созыва. Делегат XXII съезда КПСС.
Скончался в Санкт-Петербурге 22 февраля 2009 г., похоронен на Серафимовском кладбище.
Уч-ще подготовки ком-ров штабной сл. ВМФ (12.1940-7.1941) основной фак-т ВМА им. К. Е. Ворошилова (12.1950—10.1953).

## Награды
Награжден орд. Красного Знамени (1946), Отечественной войны I ст. (1985), II ст. (1942), 3 орд. Красной Звезды (1945, 1953-2), «За службу Родине в Вооруженных Силах СССР» III ст. (1975), «Знак Почета» (1970), медалями, именным оружием (1965), болгарским орд. «9 сентября 1944 г.» I ст. (1974), чехословацким — «Словацкое национальное восстание» I ст. (1946), польским (1958).